# 心源院
心源院（しんげんいん）は、東京都八王子市下恩方町にある曹洞宗の寺院。山号は深沢山。

## 歴史
滝山城主大石定久が開基したという。
甲州征伐時、甲斐国から逃れてきた信玄の娘・松姫（信松尼）がこの寺で出家した。

## 史跡
境内山門近くに、八王子千人同心の小谷田子寅の碑が立つ。
梵鐘の鐘には地元の詩人・中村雨紅直筆の歌詞が彫られている。

## 所在地
東京都八王子市下恩方町1970

## 交通アクセス
西東京バス 下記の路線で「川原宿」下車。
- 京王・JR八王子駅または高尾駅より大久保行き
- 高尾駅より陣馬高原下行き